# Ziwani (Mtwara)
Ziwani ist ein Verwaltungsbezirk (Ward) des Distrikts Mtwara in der tansanischen Region Mtwara.

## Geografie
Ziwani liegt im Südosten von Tansania. Die Fläche des Bezirks beträgt 56 Quadratkilometer. Bei der Volkszählung 2022 lebten hier 6741 Menschen in 2013 Haushalten.

## Gliederung
Der Bezirk besteht aus vier Gemeinden (Mtaa) mit 16 Orten (Kitongoji):
| Msakala - Shuleni - Kanisani - Mijohoro - Nunu | Majengo - Majengo A - Membe - Msije - Mkwajuni | Mnawene - Zambia - Kongo - Tembelea - Shangani | Nambeleketela - Nambeleketela Sokoni - Mnuli - Mnenje - Mashine |

## Infrastruktur
- Gesundheit: In Ziwani befindet sich eine staatliche Apotheke.[5]
- Bildung: Die Ziwani Secondary School ist eine öffentliche Tagesschule, die Jugendliche bis zur 4. Stufe ausbildet.[6]

## Sehenswürdigkeiten
- Ziwani-Waldreservat: Das Reservat hat eine Größe von 770 Hektar und wird als produktiver Wald genutzt.[7]